# Blåvands Huk
Koordinaten: 55° 33′ 35″ N, 8° 4′ 28″ O
Blåvands Huk ist die westlichste Landspitze Dänemarks. Der Ortsname Blåvand bedeutet „Blaues Wasser“.

## Geologie
Blåvands Huk besteht im Kern aus einem Moränenrücken der Saalekaltzeit. Diese Barriere ist Teil der im Pleistozän entstandenen Vorform der heutigen dänischen Nordseeküste. Unter dem Kap erstreckt sich ein Ausläufer dieses Untergrundes mehr als 30 km weit in die Nordsee. Eine parallel zur Küste verlaufende Rinne teilt dieses Riff in das ufernahe Indre Horns Rev und das Ydre Horns Rev. An Land ist der Moränenrücken etwas nördlich bei Grærup als Böschung zu erkennen. Vom Kap bis einige Kilometer landeinwärts haben sich diesem Kern seit der letzten Eiszeit Dünen an- und aufgelagert.

## Geografie
Nördlich des Blåvands Huk erstreckt sich bis in den Norden Jütlands eine Dünenküste mit relativ geringem Tidenhub, hinter der eine Dünenkette die Lagunen Ringkøbing Fjord, Nissum Fjord und Nissum Bredning von der stürmischen Nordsee abschirmen. Nissum Bredning ist der westlichste Teil des Limfjords. 
Rund 16 km südöstlich von Blåvands Huk beginnt an der Südspitze von Skallingen das Wattenmeer, das einen relativ hohen Tidenhub hat und sich bis nach Den Helder in Nordholland erstreckt.

## Seefahrt

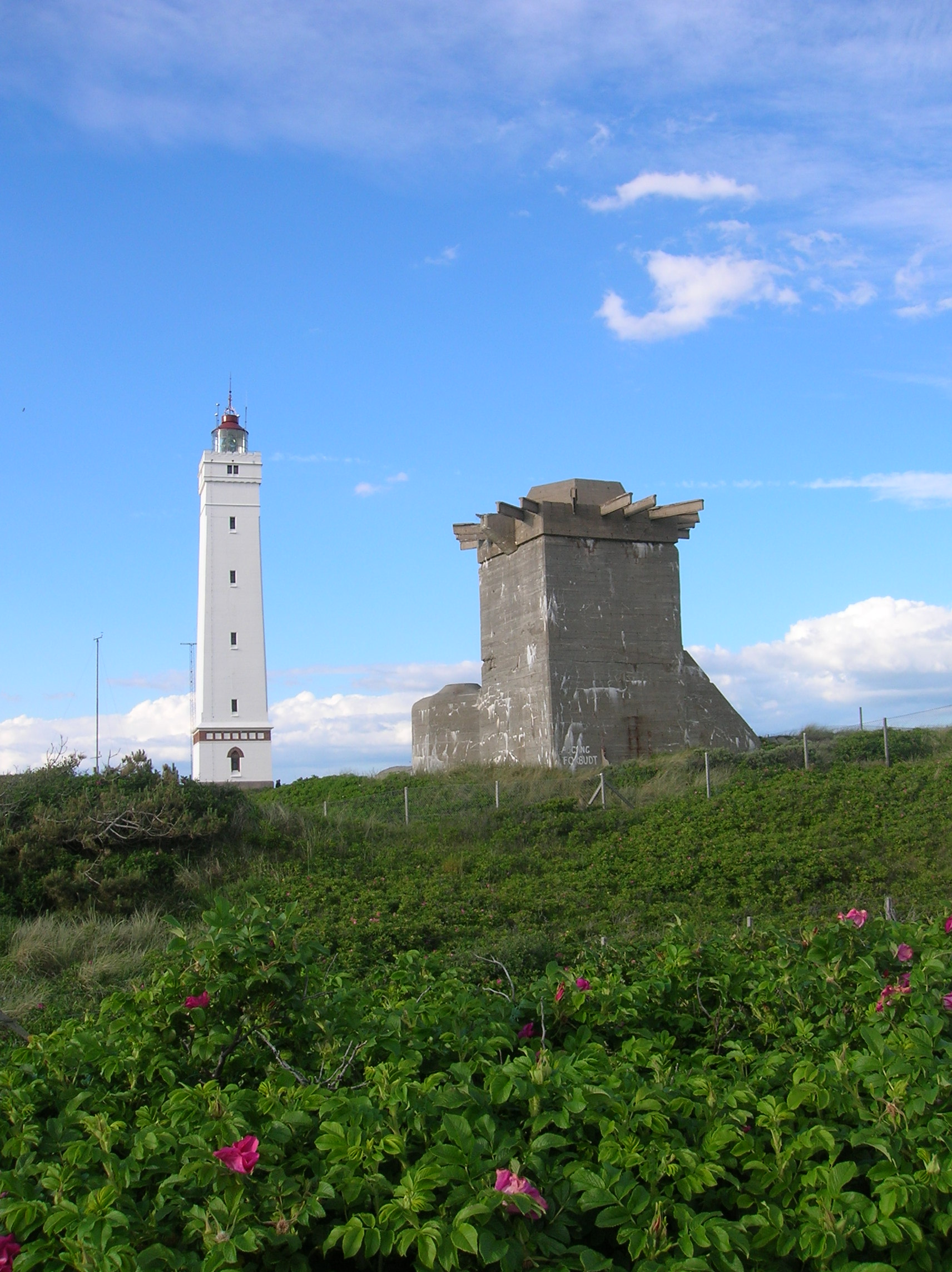
Auf dem Betonturm stand im Zweiten Weltkrieg ein Seeriese-Funkmessgeräts der deutschen Marine-Flak

Blåvandshuk Fyr, der westlichste Leuchtturm des dänischen Festlandes, warnt die Seefahrer vor dem Horns Rev.
In der Nähe steht ein Betonturm, der während der deutschen Besatzung Dänemarks von der Kriegsmarine als Teil des Atlantikwalls gebaut wurde. Auf ihm war im Zweiten Weltkrieg als Feuerleitstelle für die Stellung „Bamberg“ der Marine-Flak ein Radargerät vom Typ Seeriese (Funk-Mess-Ortungsgerät FuMO 214) installiert.